# とんでもクライシス!
『とんでもクライシス!』 (Incredible Crisis) は、1999年6月24日に発売されたPlayStation用ゲームソフト。

## 概要
アクションゲームやパズルゲーム等の様々なミニゲームによって構成されるゲーム集である。音楽は東京スカパラダイスオーケストラが担当しており、声は夏木マリや笑福亭鶴光といった人物が担当。
連打系のミニゲームが多く収録されており、ゲームの難易度は総じて高めである。
ストーリーは一貫して、ごく平凡な家族がおばあちゃんの誕生日会に間に合うように様々な障害を跳ね除け、帰宅しようというものである。その障害とは、サラリーマンがUFO騒ぎに巻き込まれたり（インデペンデンス・ベイ）、普通の主婦が銀行強盗犯に連れ去られ（狼達の午後いち）、挙句に戦闘機を操縦してみる（トップがんもどき、ベアー・ウォーズ）など、破天荒なものばかりである。
各ミニゲームには共通で表示される余裕度メーターがあり、これが低ければ低いほど優秀な成績になる。ダメージを受ける・誤答するといったミスをするとメーターが溜まり、満タンになると失敗となる。また、余裕度メーターと一緒に表示される数字はコンティニュー回数になっており、これが0になった状態で失敗するとゲームオーバーになり、セーブポイントからやり直しになる。パート終了後に評価をうけ、優秀な成績を収めればコンティニュー回数を増やせる。各パート終了後にはセーブ可能。
説明書の大半のページは、日常のとんでもクライシス（バナナの皮、ペンキぬりたてのベンチなど）の紹介、世界のPS1コントローラー紹介、本作使用前と使用後の対比など、ゲームと直接は関係無いネタ記述で占められており、肝心のゲームの説明は4ページほどしかない。
この作品は映画マニアの感性で作られた作品と言われており、『めまい』『スピード』『新幹線大爆破』『タイタニック』など多くの映画のパロディとしての性質を持っている。
また、主人公が一般市民であるからこそ、破天荒な展開がジョークとして通用するのであるという指摘もある。
エンディングの最後に「To Be Continued」と表示されるが続編は制作されていない。

## ストーリー
ごく普通の家族、棚祭家。今日はおばあちゃんの80歳の誕生日であり、皆に早く帰ってくるように言った。しかし一家には次々と「とんでも」な危機が襲い掛かり、帰宅を阻む。果たして一家は無事に家に帰り着き、おばあちゃんの誕生会に間に合うのか。

## 登場人物
棚祭種男（声 - 吹越満）
棚祭家の大黒柱。47歳のサラリーマン。座右の銘は「逃げるが勝ち」「負けるが勝ち」「あきらめるが勝ち」。終業直後から、息つく間も無く襲い来る危機と峰子の暗躍に翻弄されながらも我が家を目指す。「とんでも」な危機に何度も見舞われながらもその都度生還するという、驚異的な生存能力の持ち主。
棚祭悦子（声 - 奥平聡子）
40歳の専業主婦。夫の種男は再婚相手。「人生はまきぞえ」と悟っており、種男との再婚もまた然り。買い物に出掛けた先で銀行強盗に巻き込まれる。戦闘機を平然と操縦するなど、普通の主婦とは思えないほどの適応力と技能を見せる。
棚祭ツヨシ（声 - よしおかあろ）
棚祭家の長男。9歳の小学生で変わり者。巨大なクマのぬいぐるみの光線を浴びてミクロ化してしまい、蜘蛛やカマキリなどに襲われながら自宅を目指す。章は短く、ミニゲームのほとんどが種男編のマイナーチェンジである。
棚祭リリカ（声 - 矢野宴子）
棚祭家の長女で、悦子の連れ子。17歳の高校生。父の名前に悩む。授業を抜け出した際にUFOの子供と出会い、母親の元へ届けるべく奮闘する。リリカの章は本作の種明かし的なシナリオであり、他の章ほどの飛び抜けた危機には見舞われない。
棚祭ハツ
80歳の誕生日を迎えたおばあちゃん。誕生会を開くために家族に早く帰ってくるように言い、一家が危機に見舞われていることなど知る由もなく彼らの帰りを待っている。
不二峰子（声 - 夏木マリ）
謎の美女。当初は種男の会社の社員のように登場するが、その行動は無茶苦茶で真意が読めず、棚祭家を襲う様々な「危機」を巻き起こす本作の黒幕的存在。色仕掛けで種男を観覧車に誘って爆殺しようとしたり、電車に爆弾を仕掛けるなどで最後まで翻弄する。悦子の章では銀行強盗の一人として宝に偽装されていた最終兵器の強奪を目論み、居合わせた悦子を利用するが、その悦子に最終兵器を壊された挙句に逃げられる。リリカの章ではUFOの子供を奪うべくクレーン車でリリカを追い掛けるも取り逃し、操作を誤って海に転落。最後は種男を苦しめた救急隊員に拘束されてしまった。
UFOの子供
リリカが学校を抜け出した際に出会った小さな飛行円盤。単純な機械ではなく生物らしく、母親は宇宙船の如き巨大UFOである。本作の事件の元凶の一人とも言え、物体を拡大縮小させたり無生物に意思と力を与える能力を持つ。
救急隊員
気を失った種男を助けに来た救急隊員の二人。意識の確認のために何故か複雑な問題を出したり、答えられなければ強烈な電気ショックを浴びせるなど迷惑極まりない。挙句、種男が意識を取り戻すと担架ごと救急車から放り出した。エンディングでは海に転落した峰子を捕える。
船乗り
「岩窟丸」という舟の船乗り。三度に渡って棚祭家を助けるが、毎回必ず舟の栓を抜かれて沈没の危機に陥る。最初は東京湾での戦いで海に転落した種男を救助したが、何故かツヨシの章では小さくなった彼と同じ状態で公園の池に現れる。実はリリカを乗せた際にUFOの子供の光線を受けて縮小化しており、そのままカモメに攫われていたことが後に判明する。エンディングでは元の大きさに戻ったが、舟ごと公園の池に浮かんだままだった。
巨大クマ
怪獣の如き巨大なピンクのクマ。何故か腹部には怒ったリリカが描かれている。突如現れて街を破壊していたが、戦闘機で出撃した悦子に倒される。
元々はリリカが撮ったプリクマ（クマのぬいぐるみにプリントするプリクラ）だったが、たまたまUFOの子供の光線を浴びて巨大化し、自我を持って暴れ出してしまった。腹部の写真はUFOの子供に怒ったリリカの顔が撮影・プリントされたもの。縮小化光線も出せる模様で、ツヨシはその巻き添えを喰らってしまった。悦子に倒された後はただのぬいぐるみに戻った。
ガングロ
リリカの友人。名前通り発売当時に流行ったガングロのコギャルのイメージそのままであり、リリカを買い物やカラオケに誘う。
特別出演 - 笑福亭鶴光

## ミニゲーム

### 父・種男の章
第一話「さらば帝都開発!」
終業直後、ヘリで空輸されていた地球型のオブジェが種男の会社へと落下。執拗に襲い来るオブジェから逃げる羽目になる。
- タネオーダンスフィーバー

流れてくるボタンをタイミング良く押して終業体操を行うリズムゲーム。体操のはずだが徐々に激しいダンスへと変貌する。
- ボーリングインフェルノ

転がってくるオブジェから逃げる。障害物の回避に加え、スタミナ配分に気を付けなければならない。
- 死刑台の高層エレベーター

エレベーターの停止ボタンを連打し、エレベーターの落下を止める。頭上から物が落ちてくるので回避の必要もある。
- めま〜い

細いポールを伝ってビルまで戻る。風向きを意識しつつバランスを取らなければならない。
第二話「種男爆発5秒前」
なんとかオブジェを躱してビルから脱出した種男だったが、落ちてきた瓦礫が直撃して気を失ってしまう。救急隊に救助されるが…。
- 救急野郎Aチーム

救急隊員の質問（◯×クイズ）に答えて意識があることを証明する。連続で間違えると電気ショックでダメージを受ける。
- 担架でGO!

救急隊員に担架ごと放り出され、向かい来る自動車や障害物を回避しなければならない。
- 恋と花火とツボと観覧車

峰子に誘われるまま観覧車に乗り、マッサージを行う。峰子の声を頼りにツボの場所を探し、連打で指圧する。
第三話「東京湾大炎上」
峰子に放り出された種男は東京湾で巨大UFOに遭遇。そこにリリカから「あれはお母さんなの」という謎の電話が掛かってくる。
- インデペンデンス・ベイ

砲台に乗り込み、UFOに放たれるミサイルを撃ち落とす。途中から種男も攻撃されるので迎撃しなければならない。
- いまさらタイタニック

浸水する舟から水を掻き出し、沈没しないように岸まで辿り着かなければならない。物が飛んできたら傘を開いて防御する。
- 暴走通勤快速　　※海外版では省略

峰子が地下鉄に仕掛けた爆弾を解除する。駅員が外から何故かパネルで解除方法を指示するので、それを読み取ってコマンドを入力する。

### 母・悦子の章
第一話「主婦は見ていた!」
夕飯の買い物に出た悦子は銀行に立ち寄るが、丁度そこで銀行強盗に遭遇してしまう。
- 狼たちの午後いち

強盗に見つからないように銀行の出口を目指す。上面図と監視カメラの映像を見ながら強盗の視界に入らないように移動する。
- 目方でポン！

強盗にセキュリティの突破を強要される。宝「黄金の豚」と同じ重さになるように、買い物カゴからスーパーの袋に品物を移す。
第二話「エツコ S･O･S」
黄金の豚を手に入れた悦子だが、今度は峰子率いる強盗のアジトである山小屋に拉致される。
- 黄金の豚

黄金の豚の暗号解読を強要されるが、何故かリズムゲーム形式で解く。
- スノボ・ウィズ・ウルブス

スノーボードで峰子や強盗から逃走する。敵の攻撃を避けつつ左右の壁にも当たらないように操作する。
第三話「眼下の敵」
崖から転落した悦子は何故か戦闘機の格納庫で目を覚ます。東京湾で怪物が出現しているようだが、それよりも悦子は夕食の支度のために戦闘機に乗り込む。
- トップがんもどき

戦闘機を操作して発射路を抜けるが何故か3.5キロメートルにも及び、中途半端に開くゲートや前方から突っ込んでくる戦闘機も避けなければならない。
- ベアー・ウォーズ

戦闘機を操作して巨大クマを倒す。戦闘機の操縦はオートで、プレイヤーは照準とミサイル発射を操作する。弱点は背中のスイッチ。

### 長男・ツヨシの章
第一話「ミクロパニック大決戦」
空き地で怪獣図鑑を読んでいたツヨシは、突如として現れた巨大クマの光線を浴びて小さくなってしまう。
- 地獄のアリジゴク

アリジゴクから逃走する。土砂崩れと障害物を避けながら穴を登り切らなければならない。
- 蜘蛛男のキス

蜘蛛の巣から脱出する。「めま〜い」のマイナーチェンジ。
第二話「裏庭からの帰還」
蜘蛛の巣から転落したツヨシは池に落ちるが、そこに同じように縮小化した舟が通りかかる。
- 続いまさらタイタニック

「いまさらタイタニック」と同じ。
- カマーハンズ

カマキリから逃走する。「ボーリングインフェルノ」のマイナーチェンジ。

### 長女・リリカの章
第一話「エスケープ フロム スクール」
友人に激安セールの記事を見せられたリリカは授業を抜け出そうとする。
- 2年B組緊迫先生

空席と生徒を入れ替えてリリカを出口に誘導する。入れ替えが先生に見つかるとチョークを投げられ、リリカに当たると失敗。
- 商品狂時代

目当ての商品を買う。広告にあるキャッチコピー、商品名、見た目が全て一致しているものを選ぶ。
第二話「渋谷大パニック」
買い物を終えたリリカはプリクマを撮るがそこにUFOの子供が現れて邪魔をし、怒ったリリカはUFOを捕まえるが光線が暴発してプリクマを巨大怪獣に変えてしまう。リリカは逃げるUFOを追い掛けると丁度、カラオケにいた友人に遭遇し…。
- からおけ姫　※海外版では省略

歌詞に合わせてボタンを押して歌う。間違えたりタイミングを外すと歌が途切れ、下手過ぎて友人が寝ても失敗。
- 無知との遭遇

マザーUFOと交信する。UFOは◯×△□の各ボタンに対応した色で光り、その順番を覚えて入力する。
第三話「光ある限り」
リリカはUFOの子供を母親の元へ届けるべく東京湾に向かうがまたしても峰子が現れ、UFOの子供を狙う。
- 最後のいまさらタイタニック

「いまさらタイタニック」と同じ。
- クレーンシャー・クレーンシャー

最後のミニゲーム。峰子の乗るクレーン車から逃走する。連打で自転車を漕ぎつつ、敵の鉄球や爆弾を避けなければならない。

## 楽曲
「トライアングルラブ」
作詞：藤井青銅、作曲：GAMO、唄：矢野宴子
「駄目な私」
作詞：藤井青銅、作曲：谷中敦、唄：矢野宴子
「恋の死角」
作詞：藤井青銅、作曲：大森はじめ、唄：矢野宴子

## スタッフ
- 制作 - 秋元一、三ツ木早苗（徳間書店）、安永義郎、曽根康正、峯岸卓生（博報堂）、平野勝、堤忠嗣、林法子（凸版印刷）
- 原案 - 関智（徳間書店）
- ゲームデザイン/シナリオ - 西健一（ラブデリック）、渡辺貴之（ポリゴンマジック）
- シナリオ - 藤井青銅
- キャラクターデザイン/背景設定 - 奥平イラ（イラテック）
- グラフィックデザイン - 小口達也、時松哲哉（博報堂）、寄藤文平（寄藤文平デザイン事務所）
- プロモーションスタッフ - 柴田真里子（徳間書店）、古川直正、水野巧也、鎌田絵里（スリースピリッツ）、久保俊哉（マーベリック）
- キャラクターアクション - 吹越満
- ダンス振り付け - 赤峰宏枝（名倉ジャズダンススタジオ）
- プロジェクトマネージャー - 藤原克仁
- ディレクター - 渡辺貴之
- アシスタントディレクター - 中島佐知子
- テクニカルディレクター - 小池隆弘
- チーフプログラマー - 藤田至一
- プログラマー - 三部順一、恩田朋哉、古城英吉、大野美穀、酒井一弥
- アートディレクター - 山口直哉
- デザイナー - 駒場幹弥、斎藤隆、佐藤啓一、図師直嗣、田村恵子、長澤孝也、南波さゆり、仁和秀之、宮崎健太郎、安田玲雅、柳田彩、山口正勝、山川梨香、山口庸、狩野正哉、青木泉、有我純子
- サウンド - 萩尾雅彦
- スーパーバイザー - 吉岡賢
- スペシャルサンクス - 伊波正文（IHA,INC）、塚原昇、林亮太（徳間書店）、鴇田芳樹（ポリゴンマジック）、赤司仁（ビヨンドインタラクティブ）、鈴木浩司（ラブデリック）、香川眞吾、小林ばく（リング）、冨永周平、小倉昭彦（ソニー・ミュージックアーティスツ）
- ミュージック - 東京スカパラダイスオーケストラ
- プロデュース - 関智